# Hamida Aman
Hamida Aman   (Kabul, 1973) és una empresària i periodista afganesa. Va fundar una emissora de ràdio a la seva ciutat natal, especialitzada a educar les nenes excloses de l'ensenyament públic per la segregació educativa per gènere.

## Biografia
La seva àvia havia estat una dona noble que tenia el títol de Begum. Ella i la seva família van emigrar a Suïssa quan ella tenia sis anys, per fugir de la guerra afgano-soviètica. El 2001, els talibans van caure i ella va aprofitar per visitar el país. Vivia amb la família a París, però va utilitzar els seus coneixements de comunicació i periodisme per posar en marxa diversos projectes a l'Afganistan.
El 2020 va fundar una organització anomenada "Organització Begum per a Dones".
El març de 2021, setmanes abans que les forces estatunidenques es retiressin de l'Afganistan, Aman va llançar una emissora de ràdio anomenada Radio Begum. Les lleis de l'emirat islàmic van donar lloc al que més tard es va denominar "apartheid de gènere", ja que les dones van ser excloses de la vida pública, i l'educació secundària i terciària van quedar reservades per a nens i homes.
Radio Begum era dirigida per un equip de dones i des de 2022 comptava amb el suport del Programa Internacional per al Desenvolupament de la Comunicació de la UNESCO. El finançament va permetre capacitar quaranta dones més, i el seu enfocament va haver d'ajustar-se a la llei per tal de continuar transmetent a l'Afganistan. S'estima que l'emissora de ràdio té vora mig milió d'oïents, a través de dotze radiotransmissors.

## Reconeixements
En 2024, la BBC va reconèixer el treball inspirador d'Aman quan va incloure-la en la llista anual 100 Women.